# Apocalyptica (album)
Apocalyptica je peti album čelo metal sastava Apocalyptica, a izdan je 2005. godine.

## Lista pjesama
1. "Life Burns!" (feat Lauri Ylönen)
2. "Quutamo"
3. "Distraction"
4. "Bittersweet" (feat Lauri Ylönen i Ville Valo)
5. "Misconstruction"
6. "Fisheye"
7. "Farewell"
8. "Fatal Error"
9. "Betrayal/Forgiveness"
10. "Ruska"
11. "Deathzone"
12. "En Vie" (feat Emanuelle Monet)

### Special Edition pjesme
1. "How Far" (samo na Special Edition CD-u)
2. "Wie Weit" (samo na Special Edition CD-u)

## Zanimljivosti
- Pjesma broj 1, "Life Burns!", nalazi se na soundtracku videoigre Burnout Revenge.
- Inačica na iTunes Musicu sastoji se od tri dodatne pjesme:
  - My Friend of Misery (Metallica cover)
  - South of Heaven (Slayer cover)
  - Mandatory Suicide (Slayer cover)